# 瑞穗资本
瑞穗资本（英語：Mizuho Capital Co., Ltd.）是一家日本风险投资公司，公司董事长是大町祐辅。

## 历史
1983年7月27日成立于日本东京都，是瑞穗银行旗下风险投资公司，累计投资上市公司超过830家。
2002年4月由富士银行，第一劝业银行和日本兴业银行旗下的风险投资子公司分割合并而成。 